# Frieda Ritter
Henriette Friederike „Frieda“ Ritter (* 28. Februar 1853 in Alt-Treuenfeld / Nordenham; † 5. Juni 1937 in Oldenburg) war eine deutsche Malerin.

## Leben
Ritter war die Tochter der Gutsleute Johannes Peter Ritter und Friederike Henriette, geb. Martens. Da die Mutter im Kindbett starb, wuchs Frieda Ritter bei ihrer Tante in Strohausen / Rodenkirchen auf. 1865 verkaufte der Vater das Gut und zog mit der Tochter nach Oldenburg. Dort besuchte Frieda Ritter die Cäcilienschule. Als der Vater 1867 starb, kam Frieda Ritter zu ihrer Schwester nach Gut Mittelfelde bei Rodenkirchen, bald darauf wurde sie zu einem Pensionsjahr nach Ehningen geschickt, anschließend lebte sie bei ihrem Onkel in Fedderwarden. Schließlich kam sie wieder nach Oldenburg, wo sie beim Lexikographen August Lübben lebte. Hier nahm sie auch Privatstunden bei einer Kunstlehrerin. 
Anschließend studierte sie an der Stuttgarter Kunstschule bei Friedrich von Keller und in München bei Wilhelm Dürr. In München lebte sie als freischaffende Malerin mit Vorlieben für Stillleben und Blumenkompositionen. Sie stellte ihre Werke in den jährlichen Münchener Ausstellungen im Glaspalast aus. In der Hyperinflation 1923 verlor Frieda Ritter ihr vom Vater geerbtes Vermögen und verarmte. 1931 kehrte sie nach Oldenburg zurück, ihre letzten Lebensjahre verbrachte sie in der Familie des Heimatschriftstellers Fritz Strahlmann. 
Frieda Ritter wurde im Familiengrab auf dem Gertrudenfriedhof in Oldenburg begraben.